# Southern Expressway

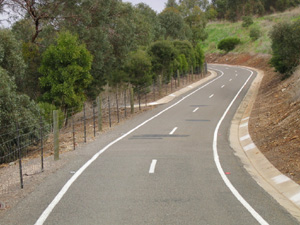
Der Adelaide Southern Veloway, der gleichzeitig mit dem Southern Expressway errichtet wurde und teilweise parallel läuft.

Der Southern Expressway ist eine Stadtautobahn südlich von Adelaide im Südosten des australischen Bundesstaates South Australia. Er dient als Entlastungsstraße für die Main South Road zwischen den südwestlichen Vororten Bedford Park und Old Noarlunga. Je nach Tageszeit wird die Autobahn jeweils nur in eine Richtung freigegeben. Mit 21 km ist sie so die längste Straße der Welt mit umkehrbarer Fahrtrichtung. Sie läuft unter der Nummerierung M2.

## Verlauf
Der Expressway zweigt in Bedford Park von der Main South Road (A13) ab und verläuft parallel zu dieser nach Süden. Kurz vor Old Noarlunga trifft er wieder auf die Main South Road und endet.

## Betrieb
Der Expressway ist 21 h pro Tag für den Verkehr geöffnet, 10,5 h in jede Richtung. An Wochentagen ist er vormittags (2:00 Uhr – 12:30 Uhr) Richtung Norden offen, ebenso wie an den Wochenenden nachmittags (14:00 Uhr – 0:30 Uhr). In südlicher Fahrtrichtung ist er an Wochentagen nachmittags (14:00 Uhr – 0:30 Uhr) und an Wochenenden vormittags (2:00 Uhr – 12:30 Uhr) zu befahren. Zu den übrigen Zeiten (0:30 Uhr – 2:00 Uhr und 12:30 Uhr – 14:00 Uhr) ist er ganz geschlossen, mit Ausnahme des Samstagmorgens, wenn sich die Fahrtrichtung nicht ändert. An Feiertagen unter der Woche gilt ebenfalls die Wochenendregelung.
Die Schließzeiten werden genutzt, um die Lichtzeichenanlagen und Einfahrtstore umzustellen. Außerdem wird die gesamte Strecke in dieser Zeit von einem Abschleppunternehmen nach Fahrzeugteilen und liegengebliebenen Fahrzeugen abgesucht.
Die aufwändige Verkehrsleittechnik an den Schilderbrücken funktioniert nicht immer einwandfrei und so gab es immer Kritik an falschen Anzeigen.

## Geschichte
Der Southern Expressway ist Teil einer Nord-Süd-Autobahnverbindung, die in der 1965 fertiggestellten Metropolitan Adelaide Transport Study (MATS) als Umgehung der Hauptstadt von Dry Creek im Norden bis Old Noarlunga im Süden geplant war. Die Pläne der MATS erwiesen sich als unpopulär und 1971 wurden alle Pläne für neue Autobahnen in Adelaide um 10 Jahre verschoben. 1983 verwarf man den Plan einer Autobahn nördlich von Darlington und die Grundstücke, die bereits für diesen Zweck erworben wurden, wurden nach und nach wieder verkauft.
1984 gab die Staatsregierung von South Australia Pläne für eine dritte Hauptverkehrsstraße im Süden von Adelaide bekannt. 1987 splittete man das Projekt in zwei Bauphasen, wobei die erste Phase im Ausbau der Main South Road und der Marion Road im Bereich Darlington war und die zweite Phase der Bau einer neuen Straße von Darlington nach Reynella. Phase 1 wurde 1994 mit dem Ausbau der Main South Road auf 8 Spuren zwischen Ayliffes Road und Seacombe Road und der Verbreiterung der Marion Road auf 6 Spuren zwischen Main South Road und Sturt Road abgeschlossen.
Aus der Phase 2 wurde der Southern Expressway, der seinerseits in zwei Baustufen entstand: Die erste von Darlington nach Reynella und die zweite von Reynella bis Old Noarlunga. Die Straße wurde als Einbahnstraße mit wechselnder Fahrtrichtung ausgelegt, wobei der Ausbau einer zweiten Fahrtrichtung im Unterbau bereits vorgesehen wurde. Im Wesentlichen entstand die Straße auf der Trasse des nicht realisierten Noarlunga Freeway.
Der Bau begann im Juli 1995 und am 17. Dezember 1997 wurde der erste Bauabschnitt eröffnet. Der zweite Bauabschnitt wurde im Februar 1999 angegangen und am 9. September 2001 dem Verkehr übergeben.
Zwar ist der Expressway ein Segen für die Einwohner Adelaides, die deutlich südlich des Stadtzentrums wohnen, beginnt aber erst 15 km südlich dieses Stadtzentrums. Diese Tatsache warf zusammen mit der wechselnden Einbahnstraßenregelung und etlichen Kompromissen in der Streckenführung stets die Frage nach dem wirklichen Sinn der neuen Stadtautobahn auf.
2007 versprach die Regierung Howard einen Zuschuss von AU-$ 100 Mio. zur Erweiterung des Expressway auf zwei Fahrtrichtungen, wurde aber dennoch nicht wiedergewählt.
Der Ausbau wurde 2010 genehmigt und begann 2011. Seit Januar 2012 gibt es zu diesem Zweck immer wieder zeitweise Streckensperrungen.

## Ausbau für beide Fahrtrichtungen
Am 17. Februar 2010 kündigte Premierminister Mike Rann das AU-$ 445 Mio. teure Projekt an, das auch einen AU-$ 75 Mio. teuren Autobahnanschluss in Darlington beinhaltete (der später gestrichen wurde). Die Streichung war in der Planung eines großen Güterbahnhofes in Darlington begründet, in dessen Verlauf die Regierung erkannte, dass sie einen AU-$ 50 Mio. teuren Straßenabschnitt bauen müsste, der später beim Ausbau des Expressway für zwei Fahrtrichtungen wieder abgerissen werden hätte müssen.
Die neuen Fahrspuren entstehen komplett auf der Westseite der heutigen Straße. Zwischen Reynella und Marion Road werden vier Fahrspuren Richtung Norden angelegt. Sobald ihr Bau beendet ist, wird der Expressway durchgehend in beide Richtungen geöffnet, sodass die Verwirrung der Anwohner, ebenso wie die der Besucher, über Öffnungszeiten und Fahrtrichtungen verschwinden wird. Außerdem werden die Anschlüsse ergänzt, sodass man an jeder Ausfahrt in beide Richtungen zu- und abfahren kann.
Nach Abschluss der Arbeiten soll der neu gestaltete Expressway 2014 dem Verkehr übergeben werden.

## Ausfahrten und Kreuzungen
| Southern Expressway                                                    |                                  |                                                                                |
| Ausfahrten Richtung Süden                                              | Entfernung von Bedford Park (km) | Ausfahrten Richtung Norden                                                     |
| Beginn Southern Expressway weiter von der Main South Road              | 0 km                             | Ende Southern Expressway Einmündung in die Main South Road zur und in die City |
| keine Ausfahrt                                                         | 0 km                             | City via Main South Road South Road                                            |
| keine Ausfahrt                                                         | 0,5 km                           | City via Marion Road Marion Road                                               |
| Reynella, Woodcroft Panalatinga Road South Road                        | 5,6 km                           | keine Ausfahrt                                                                 |
| Lonsdale Sherrifs Road                                                 | 9,9 km                           | Lonsdale Sherrifs Road                                                         |
| Noarlunga Centre, Christie Downs Beach Road                            | 14,3 km                          | Noarlunga Centre, Christie Downs Beach Road                                    |
| Old Noarlunga, Victor Harbor Main South Road                           | 21,0 km                          | keine Ausfahrt                                                                 |
| Ende Southern Expressway Mündet ein in die Main South Road zur und zur | 21,0 km                          | Beginn Southern Expressway weiter von der Main South Road                      |

## Brücken und Unterführungen

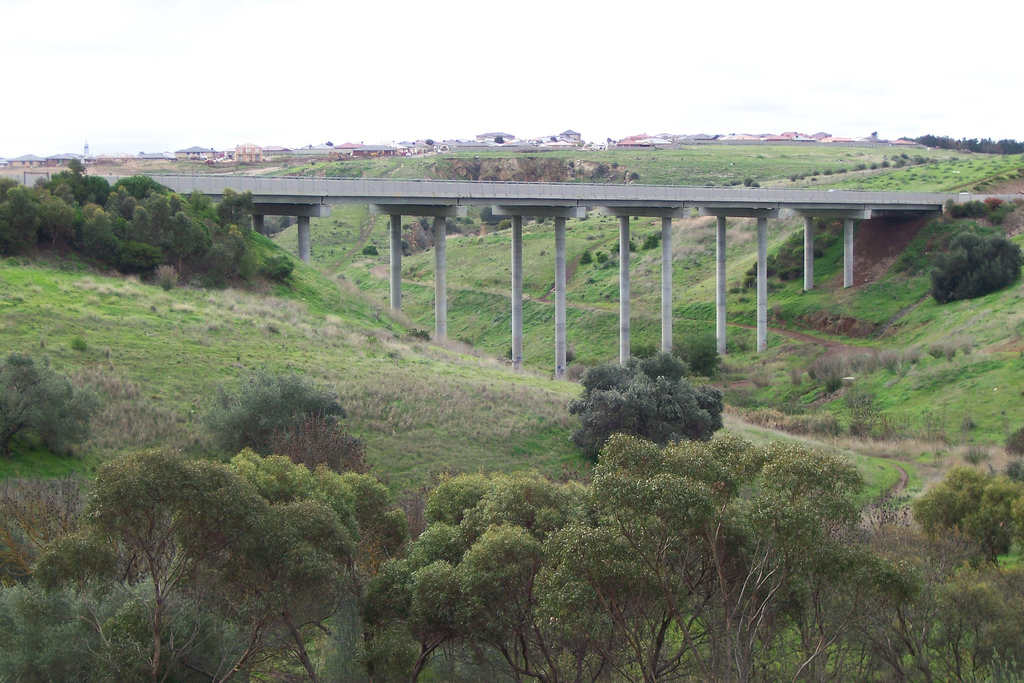
Brücke des Southern Expressway über den Field River in Reynella

Die 15 Brücken über den Expressway sind von Süden nach Norden:
| No. | Name                  | Siedlung        | Typ       |
| --- | --------------------- | --------------- | --------- |
| 1   | Seacombe Road         | Darlington      | Autos     |
| 2   | Majors Road           | O’Halloran Hill | Autos     |
| 3   | Glenthorne Path       | O’Halloran Hill | Fußgänger |
| 4   | Young Street          | Reynella        | Autos     |
| 5   | Moore Road            | Reynella        | Autos     |
| 6   | Sugarbush Path        | Reynella        | Fußgänger |
| 7   | O’Sullivan Beach Road | Morphett Vale   | Autos     |
| 8   | Glenhelen Path        | Morphett Vale   | Fußgänger |
| 9   | Flaxmill Road         | Morphett Vale   | Autos     |
| 10  | Elizabeth Road        | Morphett Vale   | Autos     |
| 11  | Beach Road            | Morphett Vale   | Autos     |
| 12  | Poznan Path           | Hackham         | Fußgänger |
| 13  | Honeypot Road         | Hackham         | Autos     |
| 14  | Peppermint Path       | Hackham         | Fußgänger |
| 15  | Perry Path            | Hackham         | Fußgänger |

Der Expressway besitzt fünf Unterführungen:
| Nr. | Straße                                 | Siedlung          | Typ       |
| --- | -------------------------------------- | ----------------- | --------- |
| 1   | Marion Road                            | Sturt             | Autos     |
| 2   | O’Halloran Hill Recreation Park        | O’Halloran Hill   | Fußgänger |
| 3   | Lander Road                            | Trott Park        | Autos     |
| 4   | Sherriffs Road                         | Reynella          | Autos     |
| 5   | Südliches Ende des Southern Expressway | Huntfield Heights | Fahrräder |

## Eigener Werbesender
Während des Baus und einige Zeit nach der Eröffnung gab es Werbesendungen über den neuen Expressway auf einem eigenen FM-Radiosender, den das Department of Transport in der Nähe der neuen Straße eingerichtet hatte. Die Station sendete eine aufgenommene Meldung in einer Endlosschleife, die Werbebotschaften, örtliche Nachrichten in Zusammenhang mit dem Expressway und sogar eine Erkennungsmelodie beinhaltete. Transportministerin Diane Laidlaw sorgte so dafür, dass der Southern Expressway die einzige Straße der Welt war, die ihre eigene Erkennungsmelodie besaß.